# Gare de Batley
 (janvier 2020).
Si vous disposez d'ouvrages ou d'articles de référence ou si vous connaissez des sites web de qualité traitant du thème abordé ici, merci de compléter l'article en donnant les références utiles à sa vérifiabilité et en les liant à la section « Notes et références ».
La gare de Batley est une gare ferroviaire du Royaume-Uni, située dans la ville de Batley dans la Yorkshire de l'Ouest en Angleterre. 
Les services à partir de Batley sont opérés par Northern Rail.

## Histoire

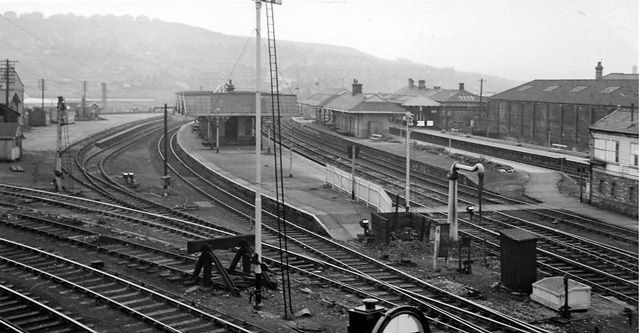
Gare de Batley a 1961

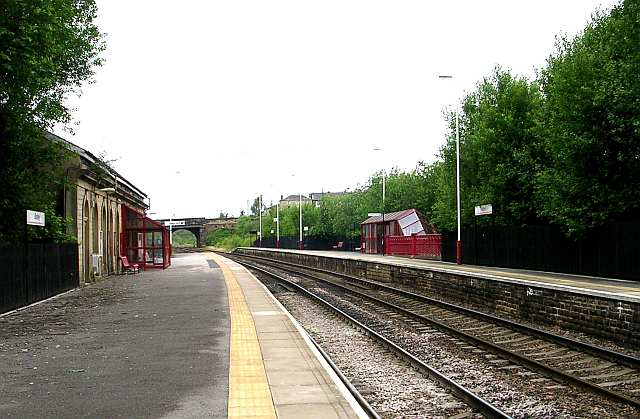